# Miguelina Rivera
Miguelina Rivera (Santo Domingo, 1974) es una artista visual dominicana conocida por sus esculturas en metal y sus pinturas sobre metal. Es conocida por la obra En tu piel con la cual ganó el gran premio de la primera Trienal del Caribe.

## Biografía
Miguelina Rivera reside en Marsella, Francia, donde trabaja en su taller de artista. Estudió en la Escuela Nacional de Bellas Artes de la República Dominicana, luego obtuvo una beca para la Escuela de Altos de Chavón afiliada a The parsons School of Design. Rivera también obtuvo una licenciatura en Artes Plásticas de la The Cooper Union for the Advancement of Science and Art de New York.

## Premios
- En 1992 Mención de honor en el concurso de pintura Disaster. La obra Why? es parte de la exposición permanente en “The International Museum of Childrens Art” en Oslo.[5]
- En el 2000 es galardonada con la instalación Cédula de Identidad en el XVIII Concurso de Arte E. León Jimenes de República Dominicana.[6]
- En el 2002 la instalación “Espinas de poder” recibe premio en el XIX Concurso de Arte E. León Jimenes de República Dominicana.
- En el 2007 con la escultura ¿A Raíz de qué? es premiada en la XXIV Bienal de Artes Visuales del Museo de Arte Moderno, de República Dominicana.
- En el 2013, ganó el premio expositivo de la Primera Trienal Internacional del Caribe con la obra En tu piel.